# Beautiful (Snoop Dogg)
Beautiful è un singolo del 2003 di Snoop Dogg, estratto dall'album Paid tha Cost to Be da Bo$$. La canzone figura la collaborazione di Pharrell, ed è stata prodotta dai The Neptunes. Il singolo ha ottenuto un notevole successo negli Stati Uniti (posizione numero sei della Billboard Hot 100), in Australia e Nuova Zelanda ed in diversi paesi in Europa.
Il singolo ha vinto un grammy award come "migliore produzione dell'anno" (premio andato ai Neptunes), oltre ad essere stato nominato anche nelle categorie "migliore collaborazione rap" e "miglior compositore rap".

## Il video
Diretto da Chris Robinson e prodotto da Renata Chuquer, il video di Beautiful è stato girato a Rio de Janeiro. Più precisamente la prima parte del video è ambientata a Escadaria Selarón, la seconda a Parque Lage, e la terza a Copacabana. Al video partecipa la modella Luciana Malavasi, nel ruolo dell'interesse sentimentale di Snoop Dogg

## Tracce
1. Beautiful (Radio Edit) - 4:03
2. Beautiful (Instrumental) - 4:21
3. Beautiful (Album Version) - 4:58
4. Ballin' (Clean Version) - Snoop Dogg feat. The Dramatics, Lil' Half Dead - 5:19
5. Ballin' (Album Version) - Snoop Dogg feat. The Dramatics, Lil' Half Dead - 5:19

## Classifiche
| Classifica                                     | Posizione massima |
| ---------------------------------------------- | ----------------- |
| Australia                                      | 4                 |
| Austria                                        | 64                |
| Brasile                                        | 84                |
| Canada                                         | 47                |
| Europa                                         | 67                |
| Francia                                        | 39                |
| Germania (Airplay Top 100)                     | 44                |
| Germania (Black Singles)                       | 1                 |
| Germania (Top 100)                             | 27                |
| Irlanda                                        | 41                |
| Italia                                         | 17                |
| Nuova Zelanda                                  | 1                 |
| Paesi Bassi                                    | 13                |
| Regno Unito                                    | 23                |
| Stati Uniti                                    | 6                 |
| Stati Uniti (Hot R & B/Hip Hop)                | 3                 |
| Stati Uniti (Hot Rap Singles)                  | 3                 |
| Stati Uniti (Radio+Records Airplay - Pop)      | 27                |
| Stati Uniti (Radio+Records Airplay - Rhythmic) | 6                 |
| Stati Uniti (Radio+Records Airplay - Urban)    | 1                 |
| Stati Uniti (Top 200 Singles Sales, Soundscan) | 14                |
| Svizzera                                       | 19                |
| World Jazz Top 20                              | 20                |